# شوماریتسه
شوماریتسه (به صربی: Šumarice) یک منطقهٔ مسکونی در صربستان است که در کرالیفو واقع شده‌است.